# Карминии
Карминиите (Carminii; Carminius) са римска фамилия от Древен Рим.
Известни с това име:
- Луций Калвенций Вет Гай Карминий, суфектконсул 51 г.
- Луций Карминий Лузитаник, суфектконсул 81 г.
- Секст Карминий Вет (консул 83 г.), суфектконсул 83 г.
- Секст Карминий Вет (консул 116 г.), консул 116 г.
- Гай Карминий Гал, суфектконсул 120 г.
- Секст Карминий Вет (консул 150 г.), консул 150 г.
- Марк Улпий Карминий Клавдий Старши (Marcus Ulpius Carminius Claudius the elder), съпруг на Карминия Амия
- Карминия Амия (Carminia Ammia; 140-170), гръцко-римлянка, бенефактор, втората съпруга на Марк Улпий Карминий Клавдий Старши, жреца на Афродита в Attouda, Кария, в Мала Азия
  - Марк Улпий Карминий Клавдий Младши
    - Улпия Карминия Клавдиана, монета с Публий Септимий Гета